# Ланши
Ланши (фр. Lanchy) — коммуна во Франции, находится в регионе Пикардия. Департамент коммуны — Эна. Входит в состав кантона Сен-Кантен-1. Округ коммуны — Сен-Кантен.
Код INSEE коммуны — 02402.

## Население
Население коммуны на 2010 год составляло 52 человека.
| 1962 | 1968 | 1975 | 1982 | 1990 | 1999 | 2010 |
| ---- | ---- | ---- | ---- | ---- | ---- | ---- |
| 66   | 68   | 60   | 53   | 54   | 63   | 52   |

## Экономика
В 2010 году среди 30 человек трудоспособного возраста (15—64 лет) 21 были экономически активными, 9 — неактивными (показатель активности — 70,0 %, в 1999 году было 61,0 %). Из 21 активных жителей работали 20 человек (10 мужчин и 10 женщин), безработным был 1 мужчина. Среди 9 неактивных 2 человека были учениками или студентами, 4 — пенсионерами, 3 были неактивными по другим причинам.